# ويلي بيرغر
ويلي بيرغر (بالمجرية: Berger Vilmos)‏ (17 يناير 1906 بالمجر - 1 يوليو 1986 بإسرائيل في المجر) هو لاعب كرة قدم مجري في مركز حراسة المرمى. شارك مع منتخب فلسطين الانتدابية لكرة القدم. أما مع النوادي، فقد لعب مع نادي مكابي تل أبيب ونادي هبوعيل تل أبيب ومكابي بتاح تكفا وHakoah Tel Aviv F.C. ‏.